# Belle Isis
Pour les articles homonymes, voir Isis.
'Belle Isis' est un cultivar de rosier ancien obtenu avant 1845 par Parmentier, fameux obtenteur de Belgique. Il doit son nom à la déesse égyptienne de l'amour et de la fertilité, Isis. 

## Description
'Belle Isis' est un rose gallique plus haute que les autres galliques, pouvant s'élever à 2 mètres, mais sa hauteur moyenne est de 120 cm. Son feuillage mat est vert clair à vert foncé à cinq folioles ovales. Ses fleurs très doubles en coupe à l'allure chiffonnée sont de couleur rose pâle très pur, ce qui est inhabituel pour une rose gallique (celles-ci sont d'ordinaire rouges) ; elles pâlissent encore par la suite. Elles comportent 17 à 25 pétales. Elles exhalent un fort parfum de myrrhe, dû peut-être à l'ascendance du rosier 'Ayrshire Splendens',. La floraison exubérante a lieu en mai-juin. Elle résiste aux hivers de -15° à -20° (zone de rusticité 6) et tolère les sols calcaires. Au début du printemps, il faut effectuer une taille d'entretien de la silhouette.
Cette rose est à l'origine des premières roses anglaises de David Austin, dont 'Constance Spry' (1961), et plus tard 'Gertrude Jekyll' (1986), elle-même issue de 'Constance Spry'. 'Belle Isis' serait issue d'un croisement entre une rose gallique et une rose centifolia.
On peut l'admirer à la roseraie du Val-de-Marne et à l'Europa-Rosarium de Sangerhausen, en Allemagne.

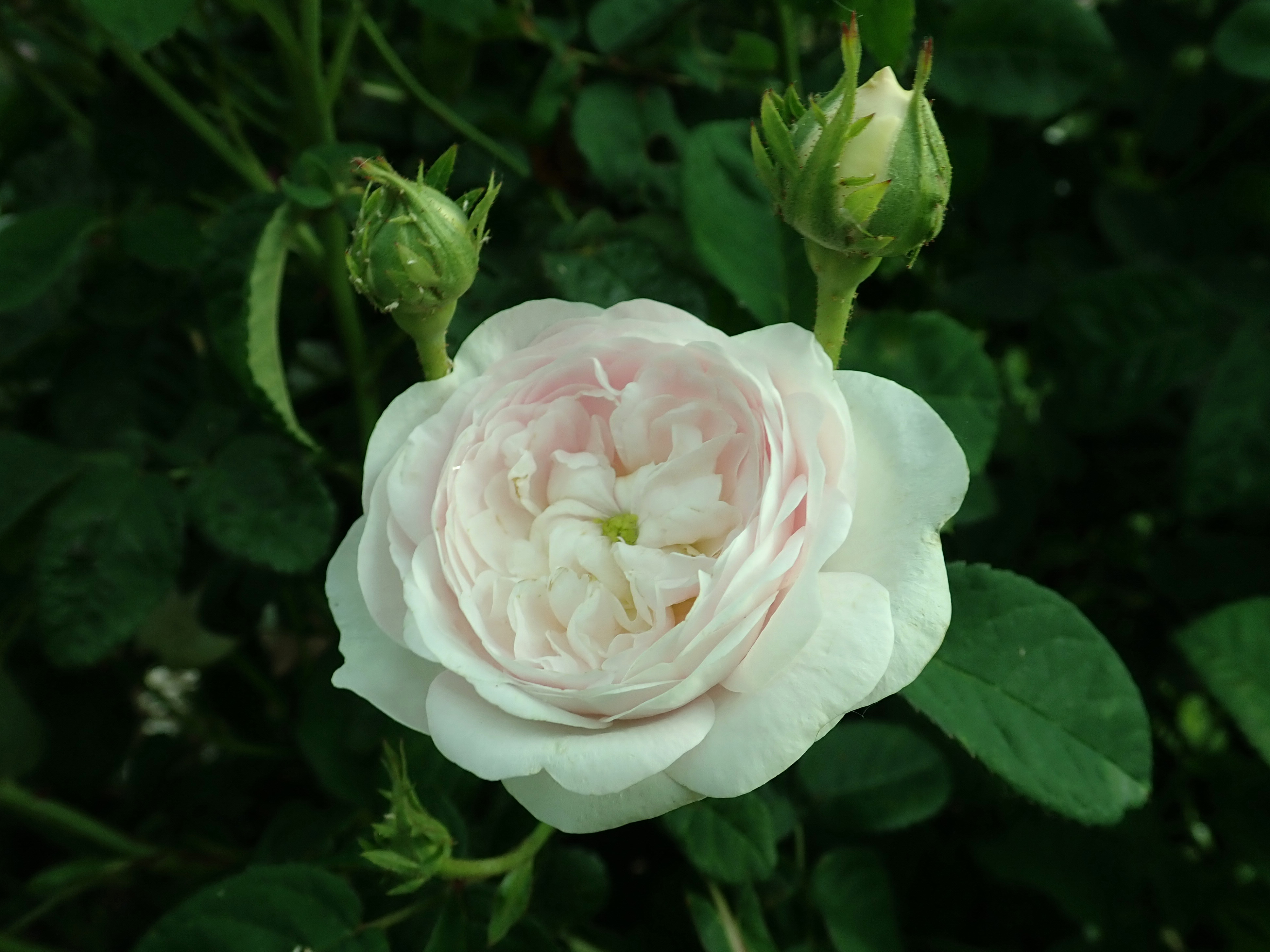
'Belle Isis' à Sangerhausen
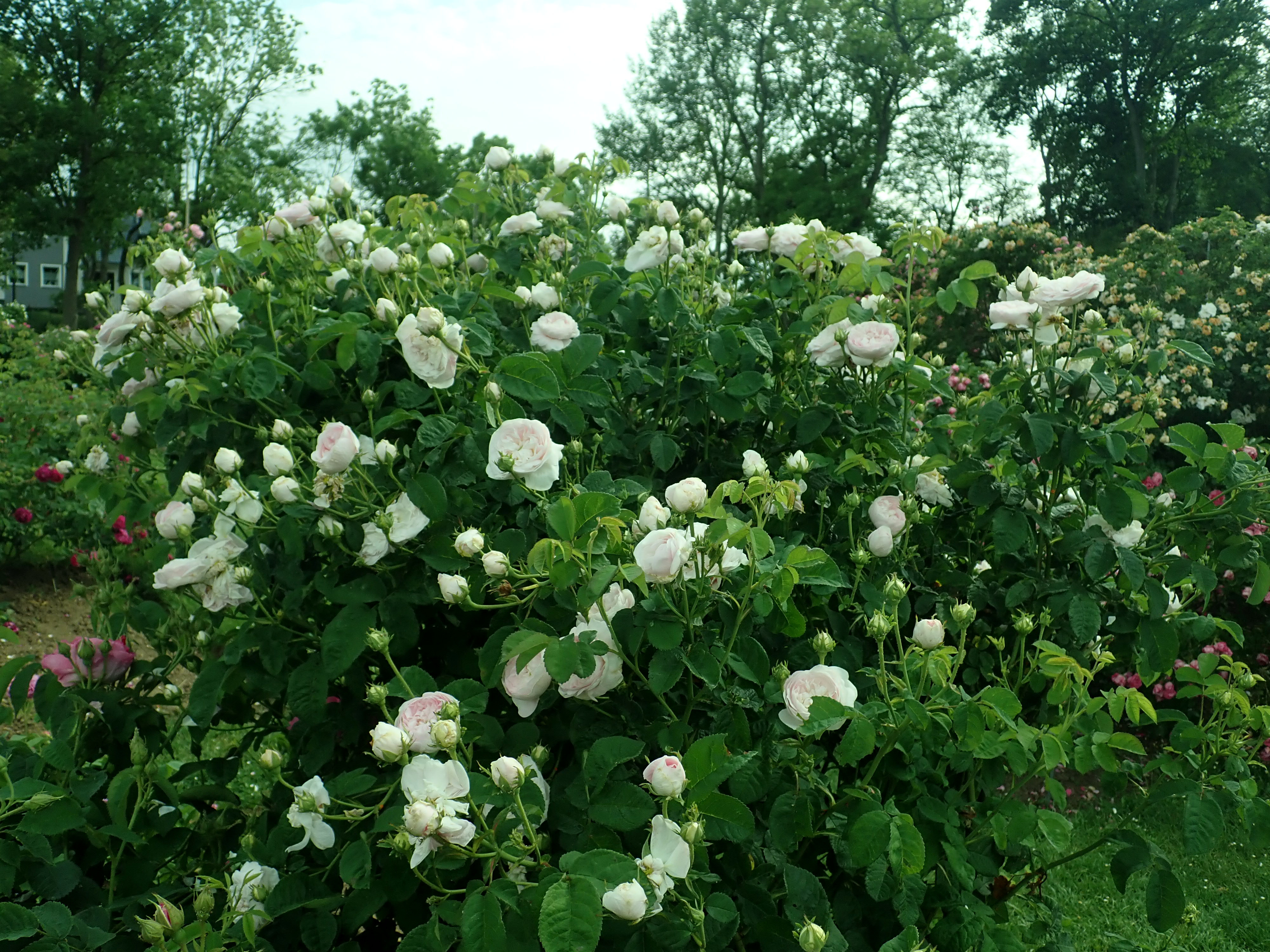
'Belle Isis' à Sangerhausen
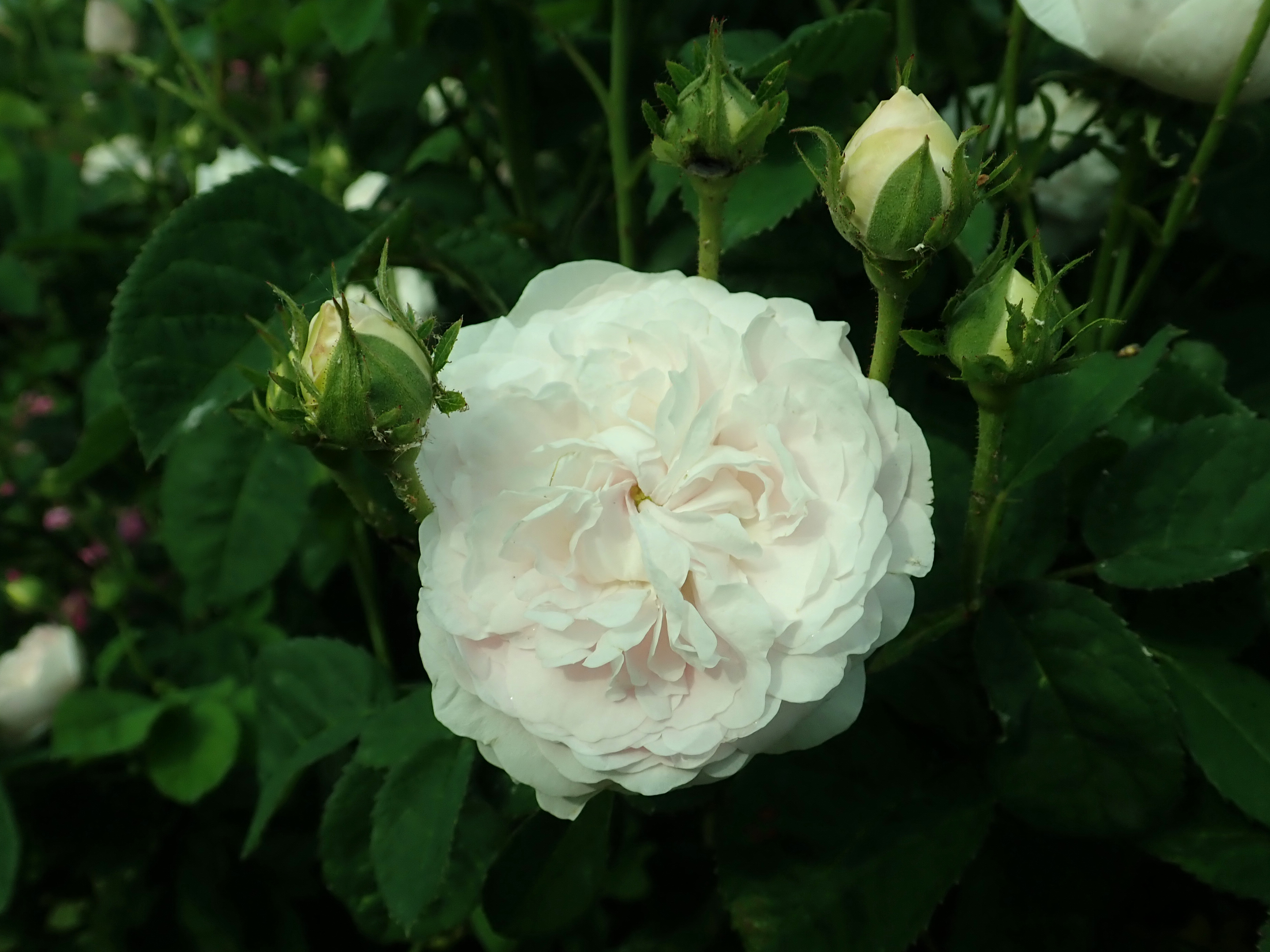
'belle Isis' à Sangerhausen